# JO.LO.AR.
JO.LO.AR. (Jose de Lopez Arnaiz) là loại súng ngắn bán tự động do Jose de Lopez Arnaiz một nhà buôn vũ khí người Tây Ban Nha hợp tác phát triển cùng công ty Hijo de Calixto Arrizabalaga và bắt đầu sản xuất với số lượng lớn từ năm 1924. Nó có một thiết kế hình dáng khá lạ và một đòn bẩy nằm một bên súng gọi là palanca, đòn bẩy này hiệu quả với việc giúp xạ thủ có thể lên đạn bằng một tay mà không cần dùng tay kia để kéo khối trượt vì thế loại súng này trở nên hữu dụng với lực lượng cảnh sát cưỡi ngựa vì thường phải một tay cầm cương còn tay kia cầm súng.

## Lịch sử
Jose de Lopez Arnaiz một lái buôn vũ khí đã nhận được một bằng sáng chế vào ngày 12 tháng 9 năm 1919. Năm năm sau đó, là năm 1924 ông bắt đầu sử dụng thiết kế này để bán tại Eibar vốn là trung tâm sản xuất và buôn bán súng của Tây Ban Nha khi đó. Dù vậy ông không phải là người thiết kế ra bất kỳ loại súng nào, ông không tạo ra cơ chế nạp đạn hay một loại đạn mới mà ông đã phát triển và nhận bằng sáng chế cho đòn đẩy palanca (những người có xu hướng thân Tây Ban Nha luôn gọi hệ thống này như thế). Arnaiz là một nhà buôn có tiếng tại quê của mình và việc đó đã khiến công ty chuyên chế tạo súng Hijo de Calixto Arrizabalaga mời ông đến để bàn về việc chế tạo các loại súng. Công ty đã bị thu hút bởi ý tưởng về đòn bẩy này và muốn mang vào chế tạo ngay, cũng như thay vì mất thời gian để thiết kế một khẩu súng mới họ áp dụng nó ngay lên một khẩu súng có sẵn.
Thiết kế này được áp dụng lên khẩu Sharpshooter vốn đã được chế tạo trong vòng 4 năm nhưng lại không có doanh số tốt lắm nhưng thiết kế của nó lại rất phù hợp với đòn bẩy palanca. Súng được dự định được đổi tên để tăng doanh số bán. Arnaiz vốn rất hãnh diện vì thiết kế của mình nên ông muốn đặt tên súng là Arnaiz Auto Arm nhưng nhà sản xuất thấy không ổn với cái tên này do nó dễ gây nhầm vì chữ "Auto" trong khi đây là súng bán tự động nên họ đã đặc tên súng là JO.LO.AR. (Jose de Lopez Arnaiz) để thỏa mãn niềm kiêu hãnh của Arnaiz.
Arniaz vốn là một nhà buôn khôn ngoan ông không muốn bán bằng sáng chế palanca, ông cũng không muốn đăng ký bản quyền thiết này. Ông muốn sản phẩm sẽ mang tên ông và chính nó sẽ làm ông nổi tiếng và giúp ông giữ bản quyền thiết kế. Ông lập ra một công ty riêng dù chỉ là trên giấy và công ty Fabrica de Armas y Dispositivos lo việc chế tạo súng còn công ty của Arniaz sẽ gắn hệ thống vào.
Súng trở nên nổi tiếng với các đội cảnh sát cưỡi ngựa vì thiết kế của chúng giúp họ cảm thấy dễ dàng hơn khi chiến đấu. Súng được chế tạo với nhiều cỡ khác nhau để sử dụng nhiều loại đạn.
Nhưng thông dụng nhất là loại sử dụng đạn 9mm mà chính nó lại có thể sử dụng được nhiều loại đạn 9mm với các chiều dài khác nhau miễn là nhét vừa vào nòng súng dù không an toàn lắm khi bắn loại đạn dài đến cỡ 23mm. Lực lượng cảnh sát cưỡi ngựa Peru đã mua một lượng lớn loại súng này còn Bồ Đào Nha cũng mua một số lượng nhỏ loại súng này. Súng cũng đã được thấy sử dụng trong cuộc nội chiến Tây Ban Nha.
Vì một lý do nào đó mà Arniaz đã cắt đứt hợp đồng với công ty Fabrica de Armas y Dispositivos.

## Thiết kế
JO.LO.AR. sử dụng cơ chế nạp đạn blowback. Nó có một điểm thú vị là đòn bẩy palanca giúp cho xạ thủ có thể lên đạn bằng một tay mà không cần dùng tay kia để kéo khối trượt. Nòng súng có thể tách lên trên bằng việc đẩy một nút ở phía trái súng để kiểm xem có đạn trong nòng không và lấy viên đạn ra nếu cần. Đòn bẩy dù trông tòng ten có thể nện vào tay của thủ bất cứ lúc nào khi bắn lúc khối trượt lùi ra sau nhưng trên thực tế khi bắn khối trượt lùi rất nhanh khiến cho quán tính của đòn bẩy kéo đòn bẩy lên phía trên tránh ra khỏi tay của xạ thủ. Súng không có vành bảo vệ cò súng vì nó chỉ làm hệ thống đòn bẩy bị vướng.
Hệ thống nhắm cơ bản của súng là điểm ruồi. Súng có thể sử dụng được nhiều loại đạn khác nhau ngoài loại đạn tiêu chuẩn mà nhà sản xuất khuyên sử dụng miễn là nhét vừa vào nòng súng nhưng kết quả hoạt động có tốt hay không thì còn tùy vì đôi khi có đạn quá mạnh gây hư hại súng và nguy hiểm cho chính xạ thủ nếu không biết cách sử dụng cũng như có đạn quá yếu dù có thể tự động nạp viên đạn mới vào nhưng không đủ mạnh để tự động lên cò mà phải làm bằng tay.